# Trichoplusia cinnabrina
Trichoplusia cinnabrina är en fjärilsart som beskrevs av Claude Dufay 1972. Trichoplusia cinnabrina ingår i släktet Trichoplusia och familjen nattflyn. Inga underarter finns listade i Catalogue of Life.